# Мария Марсела
Мария Марсела Лопес де Саратини (в замужестве — де Галина (исп. Maria Marcela Lopez de Zaratini, Marcela de Galina; род. 24 июля 1961, Пуэбла-де-Сарагоса) — мексиканская актриса кино и телевидения.

## Биография
Родилась 24 июля 1961 года в Пуэбле. Является младшей сестрой выдающийся сценаристки Марии Саратини Дан и Марко Саратини. В мексиканском кинематографе дебютировала в 1980 году и с тех пор снялась более чем в двух десятках проектов. Телесериал «Никто кроме тебя» оказался весьма успешным в карьере актрисы, ибо он был продан во многие страны мира.
Около пяти лет актриса отсутствовала на экранах, взяв паузу в карьере, вернувшись в 2024 году с ролью в мыльной опере «Моя любовь вне времени».

## Личная жизнь
Марсела Лопес де Саратини в 1981 году вышла замуж за Хорхе Галина и взяла его фамилию, после замужества в титрах появляется как Марсела де Галина. У пары двое сыновей.

## Фильмография

### Мексика

#### Телесериалы

##### Свыше 2-х сезонов
- 1985—2007 — Женщина, случаи из реальной жизни (17 сезонов; снялась в нескольких сезонах с 2002 по 2005 год).
- 2008-н. в. — Роза Гваделупе (6 сезонов; снялась в первых двух сезонах в 2008 году).

##### Televisa
- 1984 — Ты — моя судьба — Эсперанса
- 1985 — Никто кроме тебя — Карла
- 1986-88 — Связанные одной цепью — Алехандра

### Аргентина

#### Телесериалы до 2-х сезонов
- 2009 — Симуляторы (2 сезона) — Вильма